# Fremdenliste

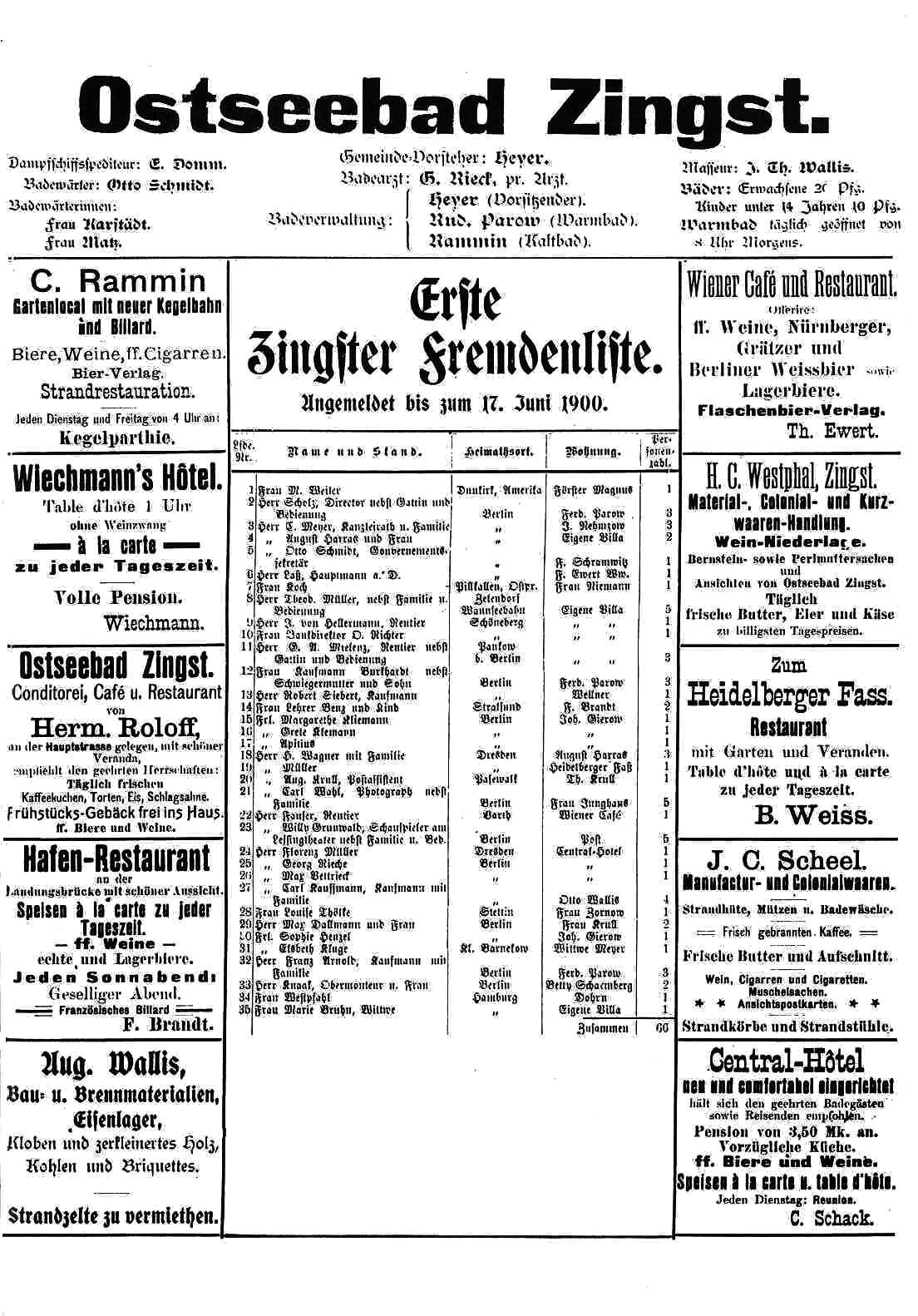
Erste Zingster Fremdenliste (1900)

Als Fremdenliste oder Kurliste wird ein Verzeichnis der in einem Ort oder einem bestimmten Hotel übernachtenden Personen bezeichnet. 
Zur historischen Forschung können diese Fremdenlisten ausgewertet werden, um zu sehen, wer sich wann wo aufgehalten hat bzw. welche Gesellschaftsklassen sich in einem bestimmten Ort oder Hotel zur Kur oder zur Erholung aufgehalten haben.